# NEC Supertower
NEC Supertower (яп. NECスーパータワー НЭК Су-па- Тава-) — 180-метровый небоскрёб в Минато, Токио, Япония, в котором размещается штаб-квартира NEC Corporation. Сдан в строй в 1990 году, главный архитектор — Nikken Sekkei. Стоимость постройки — примерно 60 млрд йен.